# Wo de aiqing bu pingfan
Wo de aiqing bu pingfan (我的愛情不平凡S), noto anche con il titolo internazionale The Masked Lover, è una serie televisiva taiwanese del 2017.

## Trama
Wu Ping-fan è una giovane ragazza che da tempo si è separata dalla sua famiglia, trasferendosi all'estero e vivendo una vita tranquilla; improvvisamente, sua madre tuttavia la richiama a Taiwan, dato che la sua gemella Ping-an è caduta in uno stato di coma profondo. Ping-fan si ritrova così costretta ad assumere l'identità della sorella e a gestire gli "affari di famiglia", che non sono propriamente legali; la giovane fa anche la conoscenza di Gu Le-jun, che diventa la sua guardia del corpo, senza però sapere che in realtà l'uomo è un agente sotto copertura che desidera arrestare Ping-an per le sue attività illecite.